# 보롭스코예 쇼세역
보롭스코예 쇼세 역(러시아어: Боровское шоссе)은 모스크바 지하철 칼리닌스코 솔른쳅스카야 선의 역이다. 2018년 8월 30일에 개장했다. 

## 지리
보롭스코예 쇼세 역은 모스크바 서부 행정 구역의 경계 지역인 프리레흐나야 울리차(Prirechnaya Ulitsa)와 보롭스코예 쇼세(Borovskoye Shosse)의 교차점에 위치한 모스크바 노보페레델키노 구역에 있다.

## 구조
두 개의 지하 대합실을 가지고 있는 이 역은 바로크 거리 직하부에 있다.

## 디자인
역의 테마는 보롭스키 고속도로의 주제가 포함되어 있다. 이 역은 대체로 밝은 오렌지색과 회색으로 장식되어 있고 조명은 도시의 불빛과 비슷하게 보여진다.

## 같이 보기
- (러시아어) mosmetro.ru